# Leyenburg (kasteel)
De Leyenburg was een kasteel in de Nederlandse buurtschap Leuven, provincie Gelderland. Anno 2022 ligt de voormalige kasteellocatie grotendeels onder de oprit van de snelweg A15.

## Geschiedenis
In 1329 werd Arnout van Heukelum, familie van het geslacht Van Arkel, door de graaf van Holland beleend met het huis Merenburg. In 1340 gaf de graaf toestemming om tolvrij bouwmaterialen aan te mogen voeren. Het kasteel kwam al snel in eigendom van de familie Van Leyenberg, die eveneens verwant was met de Van Arkels. In 1374 werd Jan van Leyenberg genoemd als de eigenaar van het inmiddels tot Leyenburg hernoemde kasteel.

### Arkelse Oorlogen
In 1386 kreeg Arent van Leyenburg kreeg het kasteel in eigendom. Hij vervulde belangrijke functies in Holland maar raakte in conflict met graaf Albrecht van Beieren. Tijdens de Arkelse Oorlogen koos Arent de kant van het hertogdom Gelre. Nadat Arent zich met de Hollandse graaf had verzoend, kreeg hij het kasteel Leyenburg weer terug. In 1410 kreeg hij zelfs geld van de graaf om het kasteel de Leyenburg te kunnen herstellen.
Tot 1448 bleef de familie Van Leyenberg aan het kasteel verbonden. In dat jaar erfde Arnout van Zwieten, zoon van Johanna van Leyenburg, het goed.

### Dubbelheerlijkheid
In 1522 deed Joost van Zwieten het kasteel over aan Vincent Cornelisz, die het vijf jaar later al weer verkocht aan Gerard van Arkel. Deze was tevens in bezit van de heerlijkheid Heukelum en hierdoor ontstond de zogenaamde dubbelheerlijkheid van Heukelum en Leyenburg.
In 1607 droeg Elisabeth van Arkel het kasteel over aan haar zoon Thomas van Thiennes, lid van de Zuid-Nederlandse familie De Thiennes. In 1640 erfde zijn zoon René van Thiennes het goed. Wie hierna eigenaar werd, is niet bekend. In de eerste helft van de 19e eeuw was J.C.W. Fabricius van Leijenburg in ieder geval eigenaar van de voormalige kasteelgronden.

### Afbraak
Het kasteel zal in de loop der tijd in onbruik zijn geraakt, maar de precieze reden waarom het is verdwenen, is niet bekend. Ook is onbekend wanneer het kasteel is afgebroken. In 1872 was er kennelijk nog sprake van opgaand muurwerk, want in dat jaar werden deze restanten afgebroken. De kasteelheuvel is in 1910 afgegraven.
Bij graafwerk in 1961 werd een muur aangetroffen en in 1963-1964 is er een opgraving uitgevoerd. Na afloop zijn de funderingen verwijderd en de oude stenen zijn elders hergebruikt bij restauratiewerkzaamheden. Op de locatie van het kasteel is vervolgens de verbreding van de A15 uitgevoerd met een oprit voor de provinciale weg.

## Beschrijving
Tijdens de opgravingen in 1963-1964 werden een vierkante voorburcht van 25 bij 25 meter en een rechthoekige hoofdburcht van 30 bij 40 meter teruggevonden. Er was tevens sprake van een oudere voorganger van de voorburcht aan de noordzijde van het complex, maar doordat deze onder de snelweg lag, kon er geen onderzoek naar plaatsvinden. De burcht zelf had een ronde toren naast de ingang en kreeg in de 15e eeuw aan de noordzijde een zware toren of donjon toegevoegd. Het gehele complex werd door brede grachten omgeven.
Het is niet duidelijk waarom juist op deze locatie een kasteel werd gebouwd. Het gebied was in de middeleeuwen vrijwel onbewoond en de rivieren lagen op enige afstand. Wellicht speelde het kasteel een rol in de ontginningen of was het bedoeld als strategische vesting in het omstreden grensgebied tussen Holland en Gelre.
Aalst · Aardenburg · Acquoy · Aerdt · Agistaldaburg · Ahof · Aldenhaag · Aller · Ambe · Ammersoyen · Ampsen · Andelst · Angeroyen · Appelburg · Appelse walburg · Appeltern · Arler · Baak · Babberich · Baer · Baerle · Bakerbosch · Balgoij · Barlham · Batenburg · Beek · Beerenclaauw · Bemmel · Bevervoorde · Bergh · Biljoen · Bingerden · Blankenborg (Laren) · Blankenborg · Blauwe Huis · Blokhuis (Ravenswaaij) · Boelenham · Boetselaersborg · Borculo · Boswaai · Brakel · Den Brakel · Den Bramel · Bredevoort · Broekhuizen · Bronkhorst · Bruchem · Bruinhorst · Brunsberg · Bulkestein · Bunswaard · Burcht van Tiel · Buren · De Buurse · Byland · Byvanck · Caetshage · Camphuysen · De Cannenburch · de Cloese · Coldenhove · Culemborg · Dedinckweerd · Delwijnen · Didam · Diepenbroek · Hof te Dieren · Huis Dijck · Dikke Tinne · Doddendaal · Dodewaard · Doornenburg · Doornik · Doorwerth · Dooyenburg · Dorth · Doseburg · Drakenburg · Dreumel · Druten · Duivelshuis · Eerbeek · De Ehze · Elburg · Eldrik · Emmerik · Engelenburg · Groot Engelenburg · Engelrode · Enghuizen · Enspijk · De Essenburgh · Essenpas · Est · Fokkinck · Gameren · Geerestein · Geldermalsen · De Gelderse Toren · Geldersweerd · Gellicum · Gendt · Gennepestein · Glindhorst · Goudenstein · ‘s-Grevenhoef · Groot Hell · Groenlo · Groesbeek · Huis te Groesbeek · Grunsfoort · Gulden Spijker · Hackfort · Hackforts Veenhuis · Hagen · Hagevoort · Hamerden · Hanepol · Harreveld · Harslo · Hassink · Het Haveke · Hedel · Heeckeren · De Heegh · Hees · De Heest · Hellouw · Hemmen · Hernen · Motte van Hernen · Heumen · Heusden · Hoekelum · Hoekenburg · De Hoeve · De Hof · Hof d'Ooy · Hof van Arkel · Huis het Holt · Holthuis · Het Holtslag · Ter Horst · Houberg · St. Hubertus · Huissen · Hulhuizen · Hulkestein · Hulsen · Hunneschans bij De Duno · Hunneschans bij Uddel · Jonker Bloo · 't Joppe · De Kamp · Karssenberg · Kemnade · Keppel · Kermestein · Kernhem · Kervel · Kiefskamp · De Kinkelenburg · Klein Enghuizen · Kleverburg · Kortenhoeve · Laag Helbergen · Lakenburg · Landfort · Langen · Latenstein · De Lathmer · Lathum · Ter Lede · Leegpoel · Leemcuyl · Leeuwen · Leeuwenbergh · Lensenburg · Lent · Leur · Leuvenum · Leyenburg · Lichtenvoorde · Lievenstein · Loenen · Loevestein · Loil · Loowaard · Luynhorst · Hof te Maasbommel · Magerhorst · Malburgen · Malderburcht · Malsen · Manhorst · Marhulsen · De Marsch · Marveld · Mathena · Maurik · Medel · Medestein · 't Medler · Meinerswijk · De Mellard · Mensink · Mergelp · Meteren · 't Meyerink · Middachten · Millingen · Mussenberg · Nagelhorst · Nederhagen · Nederhemert · Neerijnen · Huis Neerijnen · De Nesch · Nettelhorst · Nieuwe Blokhuis ·  Nijburg · Nijenbeek · Old Putten · Notenstein · Nye Huis · Olde Spijker · Oldenaller · Oldenhof (Driel) · Oldenhof (Heteren) · De Ooij · Oolde · Oud Oolde · Oosterhout · Ophemert · Opijnen · Oud Ampsen · Oude Blokhuis · Het Oude Loo · Oude Voorst · Oudenborch · Oud-Wisch · Huis te Overasselt · Overeng · Overhagen · Overlaar · 't Oye · Palmestein · De Parck · Persingen · Plekenpol · Ploen · Pluimenburg · Poederoijen · Poelwijck · Poelwijk · De Pol (Dreumel) · Huis de Poll (Huis te Gietelo) · De Poll (Huissen) · Pollenbering · Pollenstein · Puttenstein · Het Raasink · Ravenhorst · De Rees · Ressen · Reuversweerd · Reygersfoort · Rhijnestein · Huis Rijswijk · Rode Toren · Roode Wald · Rosande · Rosendael · Rossum · Rumpt · Ruurlo · Rijsselt · Schadewijk · Schaffelaar · Scherpenzeel · Schoonbroek · Schoonderbeek · Schoonenburg · Schuilenburg · Schuilkerke · Hof te Seelbeek · Sevenaer I · Sevenaer II · Sinderen (Oude IJsselstreek) · Sinderen (Voorst) · Slangenburg · Sleeburg · Slimsijp · De Snor · Soelen · Spaansweerd · Spaldorp · Spijk · Staverden · Sterkenburg · Swanepol · Tarthorst · Teisterbant (Kerk-Avezaath) · Teisterbant (Kerkdriel) · Ter Dicke · Tolhuis · Tolhuis (Tiel) · Tollenburg · Tongerlo · Toren van Wely · Tuil · Ubbergen · Uilenburg (Ewijk) · Uilenburg (Heteren) · Ulenpas · Ulft · Upladen · Valburg · Valkhofburcht · Valkhofpalts · Vanenburg · Varik · Hof te Varsseveld · 't Velde · Velhorst · Verwolde · Vierakker · De Voorst · Voorstonden · Vorden · Vosbergen · Vredenburg · Vredestein (Driel) · Vredestein (Ravenswaaij) · Vuren · Waardenburg · Waddestein · Wadenoijen · Waede · Wageningen · Walfort · 't Waliën · De Wardt · Watergoor · Watermeerwijk · Wayenstein (Huis te Herwijnen) · Well (Huis van Malsen) · Weijenrade · Westenburg · Westerholt · Weurt · De Wiersse · Wijenburg (Echteld) · De Wildenborch · De Wildt · Wilp · Wilperhorst · Winssen · Wisch · Wychen · Wolfswaard · Woolbeek · Yrst · IJzendoorn · Zeeland · Zilveren Spijker · Zuilichem · Zwaluwenburg · Zwanenburg (Heerde) · Zwanenburg (Megchelen)